# Max van der Stoel
Maximilianus van der Stoel, dit Max van der Stoel, né le 3 août 1924 à Voorschoten et mort le 23 avril 2011 à La Haye, est un homme politique néerlandais membre du Parti travailliste (PvdA).

## Biographie

### Débuts et ascension en politique
Diplômé en droit de l'université de Leyde en 1953, il commence aussitôt à travailler pour la fondation Wiardi Beckman, le groupe de réflexion du PvdA. Il renonce en janvier 1958, pour devenir secrétaire international du parti sous l'autorité de Willem Drees. En 1960, il est élu à 36 ans sénateur à la Première Chambre des États généraux, puis député à la Seconde Chambre en 1963.
Il est choisi le 22 juillet 1965 comme secrétaire d'État du ministère des Affaires étrangères, chargé de l'Organisation des Nations unies, de ses institutions, et des affaires européennes, sous l'autorité du chrétien-démocrate Joseph Luns, dans le cadre de la grande coalition formée par Jo Cals. Il renonce donc à ses fonctions au sein du PvdA. Après le retrait des travaillistes de la majorité, il est relevé de ses fonctions le 22 novembre 1966 et retrouve son mandat parlementaire.

### Ministre des Affaires étrangères
Le 11 mai 1973, Max van der Stoel est nommé à 48 ans ministre des Affaires étrangères dans le cabinet de coalition du Premier ministre travailliste Joop den Uyl. Premier membre du PvdA à occuper ce poste, il sera le seul jusqu'à la nomination de Frans Timmermans en 2012.
Il quitte le cabinet le 19 décembre 1977 après que le centre droit a formé une majorité à la suite des élections législatives. Il retrouve toutefois ses fonctions le 11 septembre 1981, dans le second gouvernement de grande coalition du chrétien-démocrate Dries van Agt.

### Après la politique
Il démissionne avec l'ensemble de ses collègues travaillistes le 12 mai 1982 et se trouve relevé de ses fonctions 17 jours plus tard. Il est désigné le 1er juillet 1983 ambassadeur, représentant permanent du royaume des Pays-Bas auprès de l'ONU par le gouvernement de centre droit de Ruud Lubbers. Il renonce à cette responsabilité le 1er août 1986 pour intégrer le Conseil d'État.
Il est fait ministre d'État par la reine Beatrix le 17 mai 1991. Devenu haut-commissaire pour les minorités nationales de l'Organisation pour la sécurité et la coopération en Europe (OSCE) le 1er juillet 1993, il démissionne du Conseil d'État. Au bout de huit ans, il laisse son poste à l'OSCE. Il accepte alors d'être professeur de droit international et européen à l'université de Tilbourg.
Il prend sa retraite en 2003, à l'âge de 78 ans.

## Distinctions
- Grand officier de l'ordre d'Orange-Nassau